# Cantone di Châteauneuf-du-Faou
Il Cantone di Châteauneuf-du-Faou era una divisione amministrativa dell'arrondissement di Châteaulin.
A seguito della riforma approvata con decreto del 13 febbraio 2014, che ha avuto attuazione dopo le elezioni dipartimentali del 2015, è stato soppresso.

## Composizione
Comprendeva i comuni di:
- Châteauneuf-du-Faou
- Collorec
- Coray
- Landeleau
- Laz
- Leuhan
- Plonévez-du-Faou
- Saint-Goazec
- Saint-Thois
- Trégourez